# Lammassaari (ö i Norra Österbotten, Koillismaa, lat 66,21, long 28,81)
Lammassaari är en ö i Finland. Den ligger i sjön Yli-Kitka och i kommunen Kuusamo i den ekonomiska regionen  Koillismaa ekonomiska region  och landskapet Norra Österbotten, i den nordöstra delen av landet, 700 km norr om huvudstaden Helsingfors. Öns area är 5,3 hektar och dess största längd är 410 meter i nord-sydlig riktning.